# 怀陵流寇始终录
怀陵流寇始终录又名寇事编年，是清朝初年戴笠、吴殳等人編輯的一本编年体著作。該書共十八卷，該書附录有<甲申剩事>、<将亡妖孽>以及<李自成传>各一卷。該書主要講述的是從明熹宗天启末年至清聖祖康熙初年的農民民變事跡。該書主要根據崇祯年間的邸报、奏章及私家記載编撰。原稿未经刊行。1947年才有影印本。該書收入《玄览堂丛书续集》。